# Độc lập (tàu hơi nước)

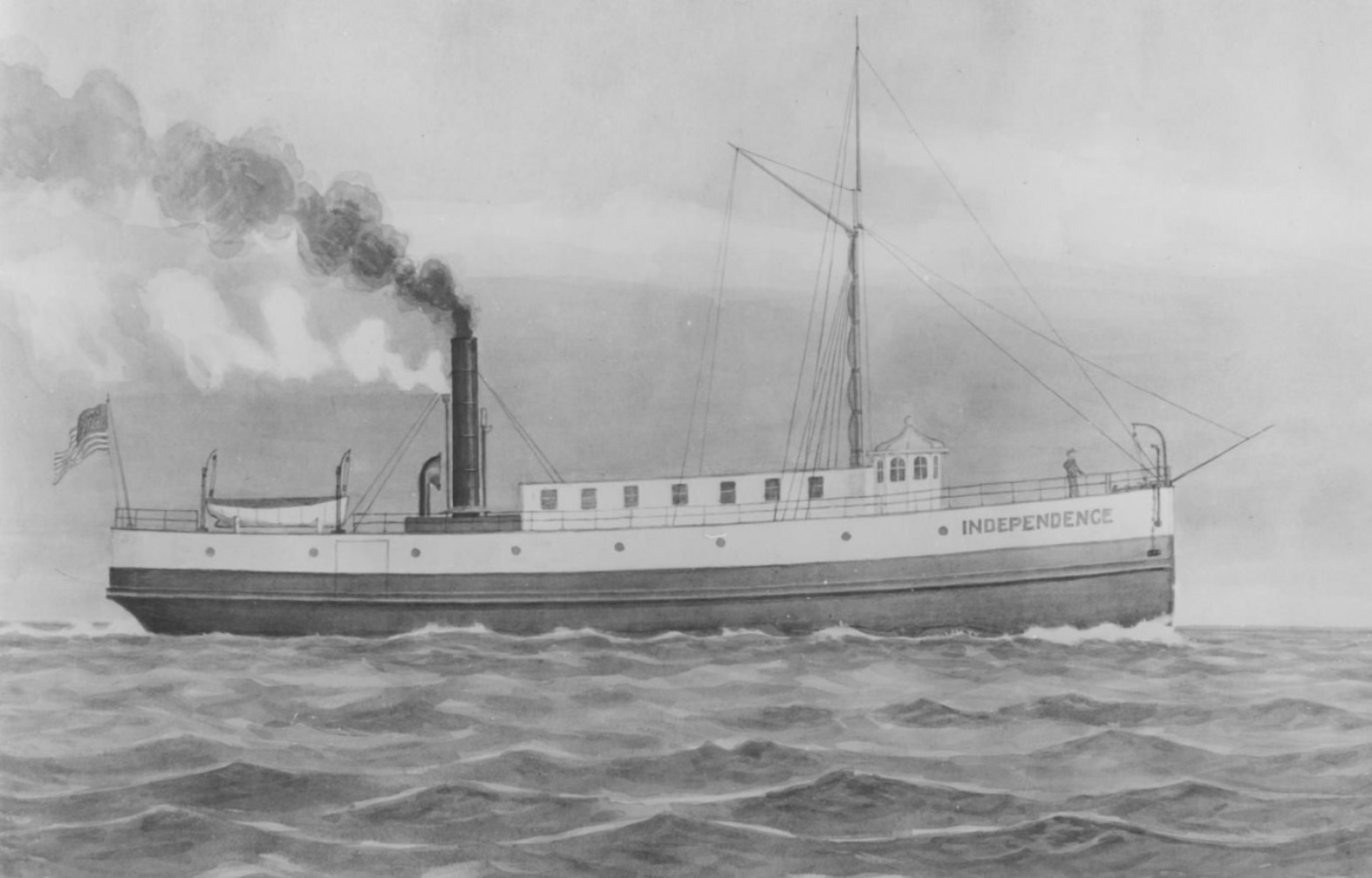
Tàu hơi nước Độc lập

Độc lập (tiếng Anh: Independence) là tàu cánh quạt chân vịt chạy bằng động cơ hơi nước đầu tiên di chuyển trên hồ Superior vào năm 1845, khởi đầu kỷ nguyên tàu hơi nước trên hồ nước này. Trong thời gian hoạt động của tàu, nó được dùng để vận chuyển hành khách và đồ tiếp tế cho các khu định cư khai thác dọc theo bờ hồ phía nam và thường quay trở về với quặng đồng hoặc hàng hóa khác. Tám năm hoạt động của tàu trên hồ Superior đã chấm dứt khi nồi hơi của nó phát nổ, giết chết nhiều người, biến nó thành từng mảnh và cuối cùng chìm xuống đáy hồ.

## Mô tả
Độc lập có thân làm bằng gỗ, chạy bằng động cơ hơi nước có lực đẩy được thực hiện bằng hai động cơ hơi nước quay với hai cánh quạt (thiết kế bởi Ericsson) và có cánh buồm để hỗ trợ động cơ của nó khi gió đủ mạnh. Tàu có một sống thuyền dài 112 feet (34 m), sống neo dài  9 ½  feet, và có sức tải hàng hóa là 261 tấn. Trong thời tiết tốt, tốc độ di chuyển thường ở mức 4 dặm/giờ. Năm 1844, Độc lập đã điều chỉnh động cơ đốt than để cải thiện tốc độ và cánh quạt. Năm 1852, nó được trang bị động cơ và nồi hơi mới. Năm 1856, giá trị của Độc lập được đánh giá ở mức 12.000 đô la.

## Lịch sử

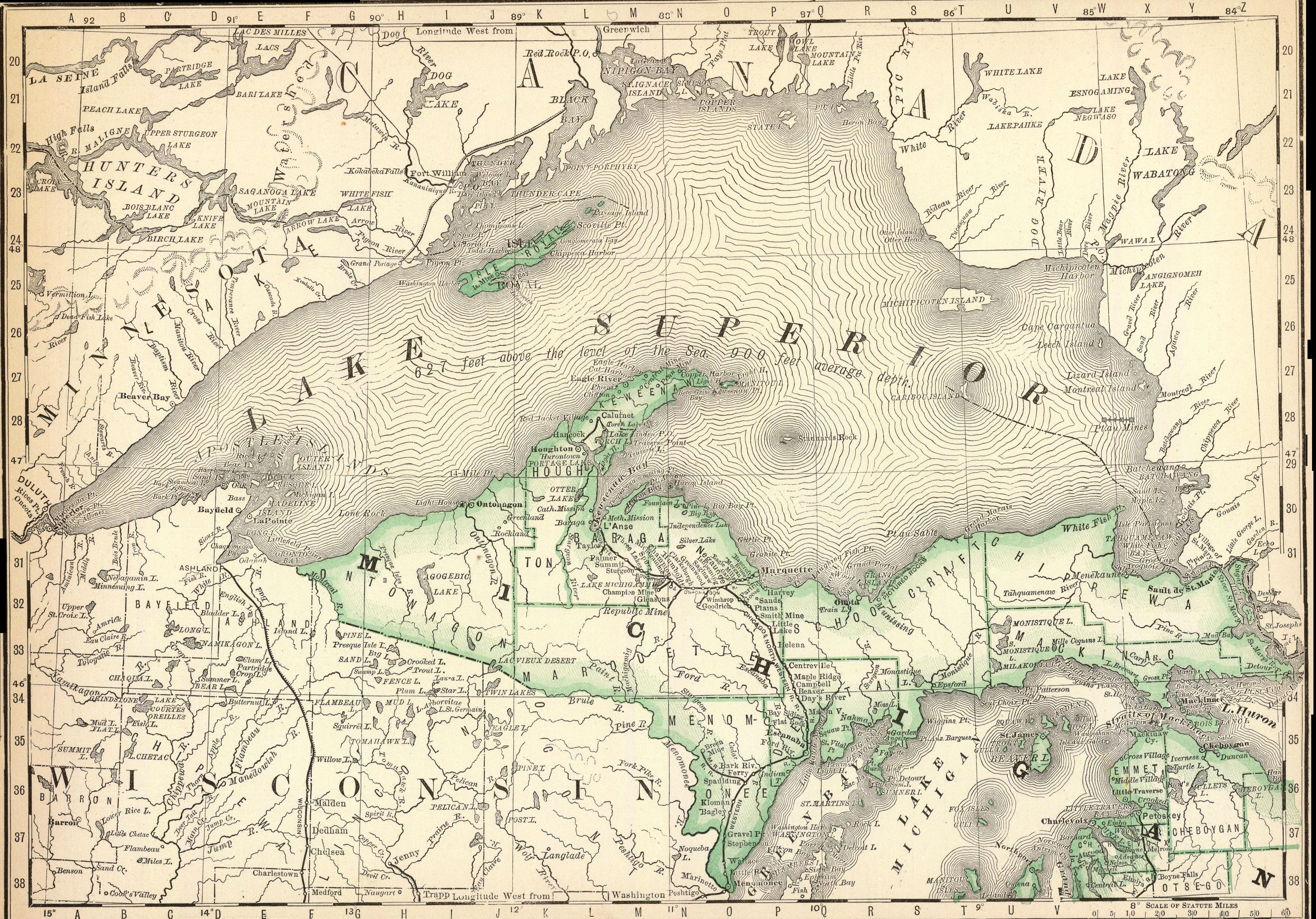
Bản đồ hồ Superior và phía bắc bang Michigan, xuất bản năm 1879 bởi Rand McNally

Không giống như hoạt động tàu hơi nước đầu tiên xuất hiện ở vùng Ngũ Đại Hồ bắt đầu vào năm 1816, tàu hơi nước chưa xuất hiện trên hồ Superior cho đến năm 1845, khi mà nhu cầu sử dụng được thúc đẩy bởi vận tải quặng đồng và quặng sắt dồi dào được phát hiện dọc theo bờ của hồ vài năm trước, lúc đó toàn bộ khu vực vẫn còn là một vùng hoang dã. Những ghềnh đá cheo leo dài hàng dặm của sông Saint Marys, nối hồ Huron với hồ Superior, luôn ngăn không cho các tàu thuyền vào hồ Superior.
Năm 1842, Thuyền trưởng James Averell, một thợ đóng tàu từ Maine, đã thành lập một xưởng đóng tàu trên hồ Michigan. Tại đây, ông bắt đầu đóng tàu Độc lập, và đến tháng 7 năm 1843 thì hoàn thành. Độc lập đã sẵn sàng để chạy trên hồ. Nó là tàu chạy bằng cánh quạt chân vịt đầu tiên được chế tạo trên hồ Michigan và là chiếc thứ ba chạy trên hồ. Vào mùa thu năm đó, Độc lập, do Đại úy Averell làm thuyền trưởng, đã chạy từ hồ Michigan đến sông Saint Marys. Việc chuẩn bị đã được thực hiện để đưa con tàu băng qua khu vực giữa hồ Huron và hồ Superior, vây quanh bởi các ghềnh thác. Cuối tháng 10 năm 1845, sau khi chuẩn bị cho một chuyến đi qua hồ Superior, Độc lập trở thành chiếc thuyền hơi nước đầu tiên chạy trên hồ đó. Hàng hóa của nó bao gồm một số lượng lớn thùng chứa đầy bột nổ và vật tư cho các khu định cư khai thác trên Bán đảo Keweenaw. Bán đảo có số lượng đồng nguyên chất lớn nhất thế giới, thúc đẩy rất lớn việc di chuyển đến hồ, khai thác trên bờ và phát triển thương mại. Độc lập đã chạy trên hồ với tốc độ trung bình 5 dặm/giờ. Sau Độc lập, tàu Napoléon đã xuất hiện và hoạt động trên hồ. Cả hai đều di chuyển theo lộ trình qua khu vực dọc theo và xung quanh ghềnh của dòng sông Saint Marys để đến thượng nguồn và hồ Superior.
Độc lập đã dành hầu hết thời gian hoạt động của nó để chở thợ mỏ và đưa đón họ đến điểm khai thác trên bờ hồ Superior, đồng thời vận chuyển quặng đồng qua hồ. Từ Detroit, vào ngày 11 tháng 6 năm 1848, biên tập viên báo chí nổi tiếng Horace Greeley đã lên tàu Độc lập và đến Bán đảo Keweenaw tại Cảng Eagle nơi ông đã đầu tư vào việc khai thác đồng. Từ boong tàu Độc lập, do không tin rằng hồ Superior quá lạnh để có thể bơi vào, Greeley nhảy từ boong tàu xuống hồ. Một thời gian ngắn trước khi đến điểm phía bắc của bán đảo, tàu hơi nước gặp phải những cơn gió mạnh, buộc nó phải cập vào bờ. Sau khi thả neo, thuyền trưởng Averell đợi 28 giờ để gió dịu bớt. Vào thời điểm họ có thể tiếp tục cuộc hành trình, lò đốt động cơ gần như bị tắc hoàn toàn do than ướt đẫm, buộc tàu phải di chuyển với tốc độ chậm trên quãng đường còn lại đến Cảng Eagle. Vào ngày 21 tháng 11 năm 1853, sự nghiệp của Độc lập đột ngột chấm dứt khi nồi hơi của nó phát nổ, biến con tàu thành những mảnh vụn, giết chết một kỹ sư, một hành khách và hai lính cứu hỏa. Một phần của con tàu vẫn còn hoạt động, nơi những người sống sót đã tập trung trên boong tàu. Khi con tàu bị đắm bắt đầu trôi dạt về phía dòng sông, những người sống sót đã được giải cứu.